# Parigi-Roubaix Juniors
La Parigi-Roubaix Juniors, conosciuta anche come Le Pavé de Roubaix, è una corsa in linea maschile di ciclismo su strada, che si svolge dal 2003 in Francia, con arrivo nella località di Roubaix; riservata ai corridori juniores, è il preludio della celeberrima classica monumento Parigi-Roubaix.

## Storia
La corsa nasce nel 2003 da un'idea di John Malaise, direttore sportivo della squadra Juniors du VC Roubaix. Nel 2008 viene inserita nella Coppa delle Nazioni Juniors UCI, divenendo la più prestigiosa corsa per la categoria. Nel 2019, la corsa ha vissuto il pericolo della cancellazione, in quanto non vi erano sufficienti fondi per garantirne lo svolgimento; tuttavia grazie all'intervento di John Degenkolb, vincitore della Parigi-Roubaix 2015, viene lanciata una campagna di donazioni per raccogliere la somma necessaria per mantenere la manifestazione. Lo stesso Degenkolb ha donato parte della somma richiesta e l'importo  richiesto viene raccolto in un giorno, mentre i fondi aggiuntivi sono stati destinati a finanziare le future edizioni della gara e saranno utilizzati dagli "Amici della Parigi-Roubaix", un'associazione di volontari che cercano di mantenere in buone condizioni i settori della corsa. In onore del corridore tedesco, nel 2019 viene assegnato il John Degenkolb Trophy, al miglior ciclista della corsa. A partire dal 2020, il settore fra Hornaing e Wandignies-Hamage, il più lungo dell'evento, viene rinominato settore John Degenkolb; tuttavia, l'edizione 2020, viene annullata a causa della Pandemia di COVID-19.

## Albo d'oro
Aggiornato all'edizione 2025.
| Anno | Vincitore                                    | Secondo                                      | Terzo                                        |
| ---- | -------------------------------------------- | -------------------------------------------- | -------------------------------------------- |
| 2003 | Anthony Colin                                | David Deroo                                  | Bram Wind                                    |
| 2004 | Geraint Thomas                               | Ian Stannard                                 | Toon De Clercq                               |
| 2005 | Michael Bär                                  | Klaas Lodewyck                               | Jérôme Baugnies                              |
| 2006 | Raymond Kreder                               | Dries Ingels                                 | Sven Vandousselaere                          |
| 2007 | Fabien Taillefer                             | Jens Debusschere                             | Paolo Locatelli                              |
| 2008 | Andrew Fenn                                  | Peter Sagan                                  | Étienne Fedrigo                              |
| 2009 | Guillaume Van Keirsbulck                     | Arnaud Démare                                | Barry Markus                                 |
| 2010 | Jasper Stuyven                               | Daniel McLay                                 | Lawson Craddock                              |
| 2011 | Florian Sénéchal                             | Alexis Gougeard                              | Maarten van Trijp                            |
| 2012 | Mads Würtz Schmidt                           | Anthony Turgis                               | Jonathan Dibben                              |
| 2013 | Mads Pedersen                                | Nathan Van Hooydonck                         | Tao Geoghegan Hart                           |
| 2014 | Magnus Bak Klaris                            | Casper Pedersen                              | Enzo Wouters                                 |
| 2015 | Bram Welten                                  | Pascal Eenkhoorn                             | Stan Dewulf                                  |
| 2016 | Jarno Mobach                                 | Nils Eekhoff                                 | Tanguy Turgis                                |
| 2017 | Thomas Pidcock                               | Daan Hoole                                   | Mathias Larsen                               |
| 2018 | Lewis Askey                                  | Samuele Manfredi                             | Mattias Skjelmose Jensen                     |
| 2019 | Hidde van Veenendaal                         | Hugo Toumire                                 | Lars Boven                                   |
| 2020 | annullata a causa della Pandemia di COVID-19 | annullata a causa della Pandemia di COVID-19 | annullata a causa della Pandemia di COVID-19 |
| 2021 | Stian Fredheim                               | Alec Segaert                                 | Per Strand Hagenes                           |
| 2022 | Niels Michotte                               | Romet Pajur                                  | Léandre Lozouet                              |
| 2023 | Matys Grisel                                 | Oscar Chamberlain                            | Theodor Storm                                |
| 2024 | Jakob Omrzell                                | Erazem Valjavec                              | Axel Van Den Broek                           |
| 2025 | Michiel Mouris                               | Ashlin Barry                                 | Mikita Babovich                              |

## Statistiche

### Vittorie per nazione
| Pos. | Nazione       | Vittorie |
| ---- | ------------- | -------- |
| 1    | Paesi Bassi   | 5        |
| 2    | Gran Bretagna | 4        |
| 2    | Francia       | 4        |
| 3    | Danimarca     | 3        |
| 4    | Belgio        | 2        |
| 5    | Lussemburgo   | 1        |
| 5    | Norvegia      | 1        |
| 5    | Svizzera      | 1        |
| 5    | Slovenia      | 1        |